# Карабеловка (Северо-Казахстанская область)
Карабеловка (каз. Қарабеловка) — упразднённое село в Есильском районе Северо-Казахстанской области Казахстана. Входило в состав Ясновского сельского округа. Ликвидировано в 2014 г. Код КАТО — 594261200.

## Население
В 1999 году население села составляло 242 человека (114 мужчин и 128 женщин). По данным переписи 2009 года, в селе постоянное население отсутствовало.